# Абдель-Азиз, Мохаммед Ульд
Генерал Мохаммед ульд Абдель Азиз (араб. محمد ولد عبد العزيز‎, фр. Mohamed Ould Abdel Aziz; род. 20 декабря 1956, Акжужт) — мавританский военный и политический деятель, президент Мавритании с 5 августа 2009 по 1 августа 2019 года. Председатель Африканского союза с 30 января 2014 по 30 января 2015 года.

## Биография
Служил в Мавританской армии с 1977 года. В 1987 году ему было поручено создать Батальон охраны при президенте республики — фактически, президентскую гвардию, который он долгие годы возглавлял (1987—1991 и с 1998 года).
В 2005 году был одним из организаторов возглавляемого Эли ульд Мохаммедом Валлем военного переворота против многолетнего президента страны Маауйи ульд Сиди Ахмеда Тайи. 30 августа 2007 года избранный президент страны Сиди Мохаммед ульд Шейх Абдуллахи назначил Абдедь Азиза командующим президентской гвардией. Попытка сместить его с этого поста привела к тому, что 6 августа 2008 года  Абдедь Азиз организовал успешный военный переворот и возглавил Государственный совет из 11 членов. 14 августа 2008 года он назначил премьер-министром своего правительства Мулайе ульд Мухаммед Лагдафа.
18 июля 2009 года избран президентом Мавритании. Перед выборами 15 апреля 2009 года официально покинул пост председателя Государственного совета (временным президентом страны стал председатель Сената Мбаре), а также уволился из рядов вооруженных сил. 5 мая 2009 года избран председателем недавно созданной партии UPR.
21 марта 2010 года Мохаммед ульд Абдель Азиз разорвал дипотношения с Израилем. До этого Мавритания была одной из 3 арабских стран, имевших дипотношения с Израилем.
14 октября 2012 года Абдель Азиз был ранен в руку в столице Нуакшоте. Выстрел был произведён военным патрулём, который не опознал кортеж президента.
Осенью 2016 года президент Мохамед Ульд Абдель Азиз инициировал изменение государственного флага Мавритании, предложив добавить на него две красные полосы, чтобы символизировать жертвы народа в борьбе с французским колониализмом.
В октябре 2018 года Абдель Азиз назначил своего близкого соратника Мухаммеда ульд аш-Шейх аль-Газуани министром обороны Мавритании, с тем чтобы в будущем тот заменил его на посту президента. 22 июня 2019 года на выборах Газуани получил 52% голосов избирателей в 1-м туре.
После ухода в отставку в отношении Абдель Азиза и членов его правительства было начато парламентское расследование злоупотреблений, вылившееся в уголовное дело. В августе 2020 года ему было запрещено покидать страну, в сентябре были заморожены его активы на крупную сумму. 22 июня 2021 года Абдель Азиз был арестован и помещён в виллу, находящуюся на территории Полицейской академии в Нуакшоте. В январе 2022 года перенёс операцию на сердце и был переведён под домашний арест.
В октябре 2023 года прокурор запросил 20 лет лишения свободы с конфискацией имущества Мохамеда ульд Абдель Азиза.. Был признан виновным по двум из 10 пунктов обвинения и 5 декабря 2023 года приговорён к 5 годам заключения за отмывании денег и незаконное обогащение.